# Milton (Contea di Rock, Wisconsin)
Milton è un comune degli Stati Uniti d'America, situato nello Stato del Wisconsin, nella contea di Rock.